# More Miles per Hour
More Miles per Hour (MMPH) is het vierde studiomuziekalbum van de Britse zanger John Miles. Na het wat steviger album Zaragon keert Miles terug naar de muziekstijl van zijn eerste twee muziekalbums. Medeverantwoordelijk daarvoor zijn Alan Parsons, die hier weer als platenproducer mocht optreden en Andrew Powell die de orkestratie voor zijn rekening nam. In Nederland lag Miles (als solozanger) een beetje uit de gratie na de eerste twee albums, maar in de Verenigde Staten en Engeland bleef hij populair. Toch waren de kritieken minder lovend; in een tijdperk dat de muziek compacter en steviger werd (lees punkyer) ging Miles terug in de tijd. Van het album werden drie singles afgehaald, te weten Can’t keep a good man down, Fella in the cellar en Oh Dear!. In Nederland doen het album noch de singles iets in de lijsten.
Na het album, herfst 1979, komt er voor voornamelijk de Amerikaanse markt een single uit in de vorm van Sympathy; er komt ook een elpee met die titel. Ook hier geldt dat album noch single in de Nederlandse lijsten belandde. Deze en twee andere tracks worden toegevoegd aan de cd-versie die op 14 april 2008 verscheen. De drie bonustracks [*] zijn geproduceerd door Gerry Lyons.

## Hoes
De hoes laat John Miles voor een Concorde zien. British Airways Londen wilde niet dat er een foto werd genomen; British Airways New York had geen bezwaar, dus werd de foto daar genomen.

## Musici
- John Miles – alle instrumenten behalve
- Bob Marshall – basgitaar
- Brian Chatton - toetsen
- Barry Black – slagwerk.

## Composities
Alle composities van John Miles
1. Satisfied
2. It’s not called angel
3. Bad blood
4. Fella in de cellar
5. Can’t keep a good man down
6. Oh Dear!
7. C’est la vie
8. We all fell down
9. Sweet Lorraine [*]
10. (Don’t give me your) Sympathy [*]
11. If you don’t need lovin’ [*]